# 25 Гончих Псов
25 Гончих Псов (лат. 25 Canum Venaticorum) — кратная звезда в созвездии Гончих Псов на расстоянии (вычисленном из значения параллакса) приблизительно 184 световых лет (около 56,4 парсек) от Солнца. Возраст звезды определён как около 710 млн лет.

## Характеристики
Первый компонент (HD 118623A) — жёлто-белая звезда спектрального класса kA8hF0Vnn, или F0, или A7III, или A7V. Визуальная звёздная величина звезды — +4,958m. Масса — около 2,104 солнечной, радиус — около 3,348 солнечного, светимость — около 26,229 солнечной. Эффективная температура — около 7450 K.
Второй компонент — коричневый карлик. Масса — около 17,53 юпитерианской. Удалён в среднем на 1,916 а.е..
Третий компонент (HD 118623B) — жёлто-белая звезда спектрального класса F0V, или A8V. Визуальная звёздная величина звезды — +6,95m. Масса — около 1,58 солнечной. Эффективная температура — около 4707 K. Орбитальный период — около 228 лет. Удалён на 1,7 угловой секунды (в среднем около 107 а.е.).
Четвёртый компонент (BD+37 2432) — жёлтая звезда спектрального класса G. Визуальная звёздная величина звезды — +11,55m. Радиус — около 3,48 солнечного, светимость — около 6,172 солнечной. Эффективная температура — около 4880 K. Удалён на 214,3 угловой секунды.
Пятый компонент (WDS J13375+3618D). Визуальная звёздная величина звезды — +12,99m. Удалён на 335,6 угловой секунды.
Шестой компонент (WDS J13375+3618E). Визуальная звёздная величина звезды — +12,66m. Удалён на 371,6 угловой секунды.
Седьмой компонент (BD+36 2395) — оранжевая звезда спектрального класса K0. Визуальная звёздная величина звезды — +9,38m. Радиус — около 4,46 солнечного, светимость — около 11,403 солнечной. Эффективная температура — около 5020 K. Удалён на 437,3 угловой секунды.